# Коулман, Джордж Уильям
Джордж Уильям Коулман (George William Coleman) (1 февраля 1939 — 24 мая 2024) — американский прелат Римско-католической церкви, епископ Фолл-Ривера с 2003 по 2014 год.
Родился 1 февраля 1939 года в Фолл-Ривере (Массачусетс). Вырос в Соммерсете, где посещал начальную школу Village Elementary School, и в Тонтоне, где окончил среднюю школу Monsignor James Coyle High School в 1957 году.
Во время учебы в колледже Святого Креста в Вустере, штат Массачусетс, решил стать священником. Учился в семинарии Святого Иоанна в Бостоне, в Папском Североамериканском колледже в Риме и в Папском Григорианском университете, где получил степень лиценциата по теологии.
16 декабря 1964 года рукоположен в священники в Риме епископом Фрэнсисом Ре для епархии Фолл-Ривер. Вернувшись в Массачусетс, служил помощником пастора прихода Св. Килиана в Нью-Бедфорде. В 1967 году назначен на служение в приход Св. Луиса в Фолл-Ривер, а в 1972 году — в приход Богоматери Победы в Сентервилле, Массачусетс.
С 1977 года директор епархиального департамента образования. В 1982 году занял дополнительную должность пастора прихода Св. Патрика в Фолл-Ривер. С 1985 по 1994 год пастор прихода Корпус-Кристи в Сандуиче, штат Массачусетс.
С 1994 года генеральный викарий и модератор курии Фолл-Ривер. В том же году получил от папы Иоанна Павла II звание почётного прелата Его Святейшества.
Когда в 2002 году Шона Патрика О’Мэлли перевели в Палм-Бич, папа назначил Коулмана на должность епархиального администратора епархии Фолл-Ривер.
С 30 апреля 2003 года седьмой епископ епархии Фолл-Ривер. Его рукоположил 22 июля 2003 года архиепископ Габриэль Монтальво Игера, которому сослужили архиепископ Дэниел Энтони Кронин и епископ О’Мэлли. В качестве епископского девиза Коулмен выбрал Послание к Римлянам (14:8): «Domini sumus» — «Мы Господни».
3 июля 2014 года папа Франциск принял отставку Коулмана с поста епископа Фолл-Ривера в связи с достижением предельного возраста.